# Satellite Award de la meilleure actrice dans un second rôle
Les Satellite Awards de la meilleure actrice dans un second rôle dans un film (Satellite Award for Best Supporting Actress - Motion Picture) sont des récompenses du cinéma américain décernées par  The International Press Academy depuis 1997.
La catégorie est à l'origine divisée en deux (Meilleure actrice dans un second rôle dans un drame et Meilleure actrice dans un second rôle dans une comédie), et elles sont fusionnées en 2006.

## Palmarès
Note : les gagnants sont indiqués en gras.
Le symbole ♕ rappelle le gagnant et ♙ une nomination à l'Oscar de la meilleure actrice dans un second rôle.

### Années 1990
De 1997 à 2005, 2 catégories : Meilleure actrice dans un second rôle dans un drame et Meilleure actrice dans un second rôle dans une comédie.
- 1997 : 
  - Meilleure actrice dans un second rôle dans un drame : Courtney Love pour le rôle d'Althea Leasure dans Larry Flynt
    - Joan Allen pour le rôle d'Elizabeth Proctor dans La Chasse aux sorcières (The Crucible) ♙
    - Stockard Channing pour le rôle de Mme Allworthy dans Moll Flanders, ou les mémoires d'une courtisane (Moll Flanders)
    - Miranda Richardson pour le rôle de Patsy Carpenter dans Étoile du soir (The Evening Star)
    - Kate Winslet pour le rôle d'Ophelie dans Hamlet

  - Meilleure actrice dans un second rôle dans une comédie : Debbie Reynolds pour le rôle de Beatrice Henderson dans Mother
    - Lauren Bacall pour le rôle de Hannah Morgan dans Leçons de séduction (The Mirror Has Two Faces) ♙
    - Goldie Hawn pour le rôle de Steffi Dandridge dans Tout le monde dit I love you (Everyone Says I Love You)
    - Sarah Jessica Parker pour le rôle de Shelly Stewart dans Le Club des ex (The First Wives Club)
    - Renée Zellweger pour le rôle de Dorothy Boyd dans Jerry Maguire

- 1998 : 
  - Meilleure actrice dans un second rôle dans un drame : Julianne Moore pour le rôle d'Amber Waves / Maggie dans Boogie Nights ♙
    - Minnie Driver pour le rôle de Skylar dans Will Hunting (Good Will Hunting) ♙
    - Ashley Judd pour le rôle du Dr Kate McTiernan dans Le Collectionneur (Kiss the Girls)
    - Debbi Morgan pour le rôle de Mozelle Batiste Delacroix dans Le Secret du bayou (Eve's Bayou)
    - Sigourney Weaver pour le rôle de Janey Carver dans Ice Storm (The Ice Storm)

  - Meilleure actrice dans un second rôle dans une comédie : Joan Cusack pour le rôle d'Emily Montgomery dans In and Out (In & Out)
    - Cameron Diaz pour le rôle de Kimberly Wallace dans Le Mariage de mon meilleur ami (My Best Friend's Wedding)
    - Linda Fiorentino pour le rôle de L dans Men in Black
    - Anne Heche pour le rôle de Winifred Ames dans Des hommes d'influence (Wag the Dog)
    - Shirley Knight pour le rôle de Beverly Connelly dans Pour le pire et pour le meilleur (As Good as It Gets)

- 1999 : 
  - Meilleure actrice dans un second rôle dans un drame : Kimberly Elise pour le rôle de Denver dans Beloved
    - Kathy Burke pour le rôle de Maggie Mundy dans Les Moissons d'Irlande (Dancing at Lughnasa)
    - Beverly D'Angelo pour le rôle de Doris Vinyard dans American History X
    - Thandie Newton pour le rôle de Beloved dans Beloved
    - Lynn Redgrave pour le rôle de Hanna dans Ni dieux ni démons (Gods and Monsters) ♙

  - Meilleure actrice dans un second rôle dans une comédie : Joan Allen pour le rôle de Betty Parker dans Pleasantville
    - Kathy Bates pour le rôle de Libby Holden dans Primary Colors ♙
    - Brenda Blethyn pour le rôle de Mari Hoff dans Little Voice ♙
    - Julianne Moore pour le rôle de Maude Lebowski dans The Big Lebowski
    - Joan Plowright pour le rôle de Bea Johnson dans Dance with Me (Take the Lead)

### Années 2000
- 2000 : 
  - Meilleure actrice dans un second rôle dans un drame : Chloë Sevigny pour le rôle de Lana dans Boys Don't Cry ♙
    - Erykah Badu pour le rôle de Rose Rose dans L'Œuvre de Dieu, la part du Diable (The Cider House Rules)
    - Toni Collette pour le rôle de Lynn Sear dans Sixième Sens (The Sisth Sense) ♙
    - Jessica Lange pour le rôle de Tamora dans Titus
    - Sissy Spacek pour le rôle de Rose Straight dans Une histoire vraie (The Straight Story)
    - Charlize Theron pour le rôle de Candy Kendall dans L'Œuvre de Dieu, la part du Diable (The Cider House Rules)

  - Meilleure actrice dans un second rôle dans une comédie : Catherine Keener pour le rôle de Maxine Lund dans Dans la peau de John Malkovich (Being John Malkovich) ♙
    - Cate Blanchett pour le rôle de Lady Gertrude Chiltern dans Un mari idéal (An Ideal Husband)
    - Cameron Diaz pour le rôle de Lotte Schwartz dans Dans la peau de John Malkovich (Being John Malkovich)
    - Samantha Morton pour le rôle de Hattie dans Accords et Désaccords (Sweet and Lowdown) ♙
    - Antonia San Juan pour le rôle de Agrado dans Tout sur ma mère (Todo sobre mi madre)
    - Tori Spelling pour le rôle de Katherine dans Trick

- 2001 :  (ex æquo)
  - Meilleure actrice dans un second rôle dans un drame : Jennifer Ehle pour le rôle de Valerie Sonnenschein et Rosemary Harris pour le rôle de Valerie Sors dans Sunshine
    - Judi Dench pour le rôle d'Armande Voizin dans Le Chocolat (Chocolat) ♙
    - Catherine Deneuve pour le rôle de Kathy dans Dancer in the Dark
    - Samantha Morton pour le rôle de Michelle dans Jesus' Son
    - Julie Walters pour le rôle de Mme Wilkinson dans Billy Elliot ♙
    - Kate Winslet pour le rôle de Madeleine "Maddy" LeClerc dans Quills, la plume et le sang (Quills)

  - Meilleure actrice dans un second rôle dans une comédie : Kate Hudson pour le rôle de Penny Lane dans Presque célèbre (Almost Famous) ♙
    - Holly Hunter pour le rôle de Penny dans O'Brother (O Brother, Where Art Thou?)
    - Frances McDormand pour le rôle d'Elaine Miller dans Presque célèbre (Almost Famous) ♙
    - Catherine O'Hara pour le rôle de Cookie Fleck dans Bêtes de scène (Best in Show)
    - Rebecca Pidgeon pour le rôle d'Ann dans Séquences et conséquences (State and Main)
    - Marisa Tomei pour le rôle de Lola dans Ce que veulent les femmes (What Women Want)

- 2002 : 
  - Meilleure actrice dans un second rôle dans un drame : Jennifer Connelly pour le rôle de Alicia Nash dans Un homme d'exception (A Beautiful Mind) ♕
    - Fionnula Flanagan pour le rôle de Mme Bertha Mills dans Les Autres (The Others)
    - Brittany Murphy pour le rôle d'Élisabeth Burrows dans Pas un mot (Don't Say a Word)
    - Julia Stiles pour le rôle de Paula Murphy dans The Business of Strangers
    - Marisa Tomei pour le rôle de Natalie Strout dans In the Bedroom ♙
    - Kate Winslet pour le rôle d'Iris Murdoch (jeune) dans Iris ♙

  - Meilleure actrice dans un second rôle dans une comédie : Maggie Smith pour le rôle de la Comtesse de Trentham dans Gosford Park ♙
    - Anjelica Huston pour le rôle d'Etheline Tenenbaum dans La Famille Tenenbaum (The Royal Tenenbaums)
    - Helen Mirren pour le rôle de Mme Wilson dans Gosford Park ♙
    - Gwyneth Paltrow pour le rôle de Margot Tenenbaum dans La Famille Tenenbaum (The Royal Tenenbaums)
    - Miriam Shor pour le rôle de Yitzhak dans Hedwig and the Angry Inch
    - Emily Watson pour le rôle d'Elsie dans Gosford Park

- 2003 : 
  - Meilleure actrice dans un second rôle dans un drame : Edie Falco pour le rôle de Marly Temple d ♙ans Sunshine State
    - Kathy Bates pour le rôle de Roberta Hertzel dans Monsieur Schmidt (About Schmidt)
    - Do Thi Hai Yen pour le rôle de Phuong dans Un Américain bien tranquille (The Quiet American)
    - Julianne Moore pour le rôle de Laura Brown dans The Hours ♙
    - Miranda Richardson pour le rôle de Mme Cleg dans Spider
    - Renée Zellweger pour le rôle de Claire Richards dans Laurier blanc (White Oleander)

  - Meilleure actrice dans un second rôle dans une comédie : Tovah Feldshuh pour le rôle de Judy Stein dans La Tentation de Jessica (Kissing Jessica Stein)
    - Toni Collette pour le rôle de Fiona dans Pour un garçon (About a Boy)
    - Lainie Kazan pour le rôle de Maria Portokalos dans Mariage à la grecque (My Big Fat Greek Wedding)
    - Emily Mortimer pour le rôle de Elizabeth Marks dans Lovely & Amazing
    - Bebe Neuwirth pour le rôle de Diane dans Séduction en mode mineur (Tadpole)
    - Meryl Streep pour le rôle de Susan Orlean dans Adaptation ♙

- 2004 : 
  - Meilleure actrice dans un second rôle dans un drame : Maria Bello pour le rôle de Natalie Belisario dans Lady Chance (The Cooler)
    - Annette Bening pour le rôle de Sue Barlow dans Open Range
    - Emma Bolger pour le rôle d'Ariel dans In America
    - Patricia Clarkson pour le rôle d'Olivia Harris dans The Station Agent
    - Marcia Gay Harden pour le rôle de Celeste Boyle dans Mystic River ♙
    - Holly Hunter pour le rôle de Melanie dans Thirteen ♙

  - Meilleure actrice dans un second rôle dans une comédie : Patricia Clarkson pour le rôle de Joy Burns dans Pieces of April ♙
    - Shaheen Khan pour le rôle de Mme Bhamra dans Joue-la comme Beckham (Bend It Like Beckham)
    - Scarlett Johansson pour le rôle de Charlotte dans Lost in Translation
    - Catherine O'Hara pour le rôle de Mickey dans A Mighty Wind
    - Emma Thompson pour le rôle de Karen dans Love Actually
    - Julie Walters pour le rôle de Annie Clarke dans Calendar Girls

- 2005 (janvier) : 
  - Meilleure actrice dans un second rôle dans un drame : Gena Rowlands pour le rôle d'Allie Calhoun (âgée) dans N'oublie jamais (The Notebook)
    - Cate Blanchett pour le rôle de Katharine Hepburn dans Aviator (The Aviator) ♕
    - Daryl Hannah pour le rôle d'Elle Driver dans Kill Bill : Vol. 2
    - Laura Linney pour le rôle de Clara McMillen dans Dr Kinsey (Kinsey) ♙
    - Natalie Portman pour le rôle d'Alice dans Closer, entre adultes consentants (Closer) ♙
    - Kyra Sedgwick pour le rôle de Vicki dans The Woodsman

  - Meilleure actrice dans un second rôle dans une comédie : Regina King pour le rôle de Margie Hendricks dans Ray
    - Lynn Collins pour le rôle de Portia dans Le Marchand de Venise (The Merchant of Venice)
    - Minnie Driver pour le rôle de Carlotta dans Le Fantôme de l'Opéra (The Phantom of the Opera)
    - Cloris Leachman pour le rôle d'Evelyn Wright dans Spanglish
    - Virginia Madsen pour le rôle de Maya dans Sideways ♙
    - Sharon Warren pour le rôle d'Aretha Robinson dans Ray

- 2005 (décembre) : 
  - Meilleure actrice dans un second rôle dans un drame : Laura Linney pour le rôle de Joan Berkman dans Les Berkman se séparent (The Squid and the Whale)
    - Amy Adams pour le rôle d'Ashley Johnsten dans Junebug ♙
    - Maria Bello pour le rôle d'Edie Stall dans A History of Violence
    - Gong Li pour le rôle de Hatsumomo dans Mémoires d'une geisha (Memoirs of a Geisha)
    - Shirley MacLaine pour le rôle d'Ella Hirsch dans In Her Shoes
    - Frances McDormand pour le rôle de Glory dans L'Affaire Josey Aimes (North Country) ♙

  - Meilleure actrice dans un second rôle dans une comédie : Rosario Dawson pour le rôle de Mimi Marquez dans Rent
    - America Ferrera pour le rôle de Carmen dans Quatre Filles et un jean (The Sisterhood of Traveling Pants)
    - Diane Keaton pour le rôle de Sybil Stone dans Esprit de famille (The Family Stone)
    - Rachel McAdams pour le rôle d'Amy Stone dans Esprit de famille (The Family Stone)
    - Michelle Monaghan pour le rôle de Harmony Faith Lane dans Kiss Kiss Bang Bang (Shane Black's Kiss Kiss, Bang Bang)
    - Qiu Yuen pour le rôle de la propriétaire dans Crazy Kung Fu (功夫)

Depuis 2006, fusion en une seule catégorie : Meilleure actrice dans un second rôle.
- 2006 : Jennifer Hudson pour le rôle d'Effie White dans Dreamgirls ♕
  - Cate Blanchett pour le rôle de Sheba Hart dans Chronique d'un scandale (Notes on a Scandal) ♙
  - Abigail Breslin pour le rôle d'Olive Hoover dans Little Miss Sunshine ♙
  - Blythe Danner pour le rôle d'Anna dans Last Kiss (The Last Kiss)
  - Rinko Kikuchi pour le rôle de Chieko Wataya dans Babel ♙
  - Lily Tomlin pour le rôle de Rhonda Johnson dans The Last Show (A Prairie Home Companion)

- 2007[1] : Amy Ryan pour le rôle de Helene McCready dans Gone Baby Gone ♙
  - Ruby Dee pour le rôle de Mama Lucas dans American Gangster ♙
  - Taraji P. Henson pour le rôle de Vernell Watson dans Talk to Me
  - Saoirse Ronan pour le rôle de Briony Tallis (13 ans) dans Reviens-moi (Atonement) ♙
  - Emmanuelle Seigner pour le rôle de Titine dans La Môme
  - Tilda Swinton pour le rôle de Karen Crowder dans Michael Clayton ♕

- 2008[2] : Rosemarie DeWitt pour le rôle de Rachel dans Rachel se marie (Rachel Getting Married)
  - Penélope Cruz pour le rôle de Consuela Castillo dans Elegy
  - Anjelica Huston pour le rôle d'Ida J. Mancini dans Choke
  - Beyonce Knowles pour le rôle d'Etta James dans Cadillac Records
  - Sophie Okonedo pour le rôle de May Boatwright dans Le Secret de Lily Owens (The Secret Life of Bees)
  - Emma Thompson pour le rôle de Lady Marchmain dans Brideshead Revisited

- 2009[3] : Mo'Nique pour le rôle de Mary Lee Johnston dans Precious (Precious: Based on the Novel "Push" by Sapphire) ♕
  - Emily Blunt pour le rôle de Norah Lorkowski dans Sunshine Cleaning
  - Penélope Cruz pour le rôle de Carla Albanese dans Nine ♙
  - Anna Kendrick pour le rôle de Natalie Keener dans In the Air (Up In the Air)♙
  - Mozhan Marnò pour le rôle de Soraya M. dans The Stoning of Soraya M. (سنگسار ثريا م)

### Années 2010
- 2010[4] : Jacki Weaver pour le rôle de Janine "Smurf" Cody dans Animal Kingdom ♙
  - Amy Adams pour le rôle de Charlene Fleming dans Fighter (The Fighter) ♙
  - Marion Cotillard pour le rôle de Mall Cobb dans Inception
  - Anne-Marie Duff pour le rôle de Julia Lennon dans Nowhere Boy
  - Vanessa Redgrave pour le rôle de Claire Smith-Wyman dans Letters to Juliet
  - Rosamund Pike pour le rôle de Miriam dans Le Monde de Barney (Barney's Version)
  - Kristin Scott Thomas pour le rôle de Mimi Smith dans Nowhere Boy
  - Dianne Wiest pour le rôle de Nat dans Rabbit Hole

- 2011[5] : Jessica Chastain pour le rôle de Mrs. O'Brien dans The Tree of Life
  - Elle Fanning pour le rôle d'Alice "Ally" Dainard dans Super 8
  - Lisa Feret pour le rôle de Louise de France dans Nannerl, la sœur de Mozart
  - Judy Greer pour le rôle de Joanie King dans The Descendants
  - Rachel McAdams pour le rôle d'Inez dans Minuit à Paris (Midnight in Paris)
  - Janet McTeer pour le rôle de Hubert Page dans Albert Nobbs
  - Carey Mulligan pour le rôle de Sissy dans Shame
  - Vanessa Redgrave pour le rôle de Volumnia dans Coriolanus
  - Octavia Spencer pour le rôle de Minny Jackson dans La Couleur des sentiments (The Help)
  - Kate Winslet pour le rôle de Nancy Cowan dans Carnage

- 2012[6] : Anne Hathaway pour le rôle de Fantine dans Les Misérables
  - Amy Adams pour le rôle de Mary Sue Dodd dans The Master
  - Samantha Barks pour le rôle d'Éponine dans Les Misérables
  - Judi Dench pour le rôle de M dans Skyfall
  - Hélène Florent pour le rôle de Carole dans Café de Flore
  - Helen Hunt pour le rôle de Cheryl Cohen-Greene dans The Sessions

- 2014 : June Squibb pour le rôle de Kate Grant dans Nebraska
  - Sally Hawkins pour le rôle de Ginger dans Blue Jasmine
  - Jennifer Lawrence pour le rôle de Rosalyn Rosenfeld dans American Bluff (American Hustle)
  - Lupita Nyong'o pour le rôle de Patsey dans Twelve Years a Slave
  - Julia Roberts pour le rôle de Barbara Weston-Fordham dans Un été à Osage County (August: Osage County)
  - Léa Seydoux pour le rôle d'Emma dans La Vie d'Adèle
  - Emily Watson pour le rôle de Rosa Hubermann dans La Voleuse de livres (The Book Thief)
  - Oprah Winfrey pour le rôle de Gloria Gaines dans Le Majordome (The Butler)

- 2015 : Patricia Arquette pour le rôle d'Olivia Evans dans Boyhood
  - Laura Dern pour le rôle de Bobbi Grey dans Wild
  - Keira Knightley pour le rôle de Joan Clarke dans Imitation Game (The Imitation Game)
  - Emma Stone pour le rôle de Sam Thomson dans Birdman
  - Tilda Swinton pour le rôle de la ministre Mason dans Snowpiercer, le Transperceneige (설국열차)
  - Katherine Waterston pour le rôle de Shasta Fay Hepworth dans Inherent Vice

- 2016 : Alicia Vikander pour le rôle de Gerda Wegener dans Danish Girl
  - Elizabeth Banks pour le rôle de Melinda Ledbetter dans Love and Mercy
  - Jane Fonda pour le rôle de Brenda Morel dans Youth
  - Rooney Mara pour le rôle de Therese Belivet dans Carol
  - Rachel McAdams pour le rôle de Sacha Pfeiffer dans Spotlight
  - Kate Winslet pour le rôle de Joanna Hoffman dans Steve Jobs

- 2017 : Naomie Harris pour le rôle de Paula dans Moonlight
  - Viola Davis pour le rôle de Rose Maxson dans Fences
  - Nicole Kidman pour le rôle de Sue Brierley dans Lion
  - Helen Mirren pour le rôle du colonel Katherine Powell Eye in the Sky
  - Octavia Spencer pour le rôle de Dorothy Vaughan dans Les Figures de l'ombre
  - Michelle Williams pour le rôle de Randi Chandler dans Manchester by the Sea

- 2018 : Lois Smith pour le rôle de Marjorie Lancaster dans Marjorie Prime
  - Mary J. Blige pour le rôle de Florence Jackson dans Mudbound
  - Holly Hunter pour le rôle de Beth Gardner dans The Big Sick
  - Allison Janney pour le rôle de LaVona Golden dans Moi, Tonya (I, Tonya)
  - Melissa Leo pour le rôle de la Mère supérieure Marie St. Clair dans Novitiate
  - Laurie Metcalf pour le rôle de Marion McPherson dans Lady Bird

- 2019 : Regina King pour le rôle de Sharon Rivers dans Si Beale Street pouvait parler (If Beale Street Could Talk)
  - Claire Foy pour le rôle de Janet Armstrong dans First Man : Le Premier Homme sur la Lune (First Man)
  - Nicole Kidman pour le rôle de Nancy Eamons dans Boy Erased
  - Margot Robbie pour le rôle d'Élisabeth Ire dans Marie Stuart, reine d’Écosse (Mary Queen of Scots)
  - Emma Stone pour le rôle d'Abigail Masham dans La Favorite (The Favourite)
  - Rachel Weisz pour le rôle de Sarah Churchill dans La Favorite (The Favourite)

### Années 2020
- 2020 : Jennifer Lopez pour le rôle de Ramona Vega dans Queens
  - Penélope Cruz pour le rôle de Jacinta dans Douleur et Gloire
  - Laura Dern pour le rôle de Nora Fanshaw dans Marriage Story
  - Nicole Kidman pour le rôle de Gretchen Carlson dans Scandale
  - Margot Robbie pour le rôle de Kayla Pospisil dans Scandale
  - Zhao Shuzhen pour le rôle de Nai Nai dans L'Adieu

- 2021 : Amanda Seyfried pour le rôle de Marion Davies dans Mank
  - Ellen Burstyn pour le rôle d'Elizabeth Weiss dans Pieces of a Woman
  - Olivia Colman pour le rôle d'Anne dans The Father
  - Nicole Kidman pour le rôle d'Angie Dickinson dans The Prom
  - Yuh-jung Youn pour le rôle de Soon-ja dans Minari
  - Helena Zengel pour le rôle de Johanna Leonberger / Cicada dans La Mission (News of the World)

- 2022 : Kirsten Dunst pour le rôle de Rose Gordon dans The Power of the Dog
  - Caitriona Balfe pour le rôle de Ma dans Belfast
  - Judi Dench pour le rôle de Granny dans Belfast
  - Aunjanue Ellis pour le rôle de Oracene Price dans La Méthode Williams (King Richard)
  - Marlee Matlin pour le rôle de Jackie Rossi dans Coda
  - Ruth Negga pour le rôle de Clare Bellew dans Passing

- 2023 : Claire Foy pour Women Talking
  - Angela Bassett pour Black Panther: Wakanda Forever
  - Kerry Condon pour Les Banshees d'Inisherin
  - Jamie Lee Curtis pour Everything Everywhere All at Once
  - Dolly de Leon pour Sans filtre (Triangle of Sadness)
  - Jean Smart pour Babylon

- 2024 : Da'Vine Joy Randolph – Winter Break (The Holdovers)
  - Juliette Binoche – La Passion de Dodin Bouffant
  - Emily Blunt – Oppenheimer
  - America Ferrera – Barbie
  - Julianne Moore – May December
  - Rosamund Pike – Saltburn

- 2025 : Ariana Grande – Wicked
  - Danielle Deadwyler – The Piano Lesson
  - Felicity Jones – The Brutalist
  - Margaret Qualley – The Substance
  - Isabella Rossellini – Conclave
  - Zoe Saldaña – Emilia Pérez

## Statistiques

### Nominations multiples
4 : Kate Winslet
3 : Amy Adams, Cate Blanchett, Julianne Moore
2 : Joan Allen, Kathy Bates, Maria Bello, Patricia Clarkson, Toni Collette, Penélope Cruz, Cameron Diaz, Judi Dench, Minnie Driver, Holly Hunter, Laura Linney, Rachel McAdams, Frances McDormand, Samantha Morton, Catherine O'Hara, Vanessa Redgrave, Miranda Richardson, Emma Thompson, Marisa Tomei, Julie Walters, Emily Watson, Renée Zellweger

### Récompenses multiples
Aucune.